# Niphona hookeri
Niphona hookeri là một loài bọ cánh cứng trong họ Cerambycidae.